# Acen Razvi
Acen Razvi (...) è un produttore discografico britannico.

## Biografia
La sua prima hit di successo fu "Close Your Eyes" (Production House). In seguito Acen pubblicò in sequenza una serie di brani tra cui "Trip II The Moon", "Window In The Sky" fino ad arrivare al suo album d'esordio, "75 Minutes". "Trip II The Moon" divenne il brano più famoso, tanto che fu oggetto di una trilogia di remix.
Nonostante le produzioni di Acen non fossero distribuiti dalle majors, ma esclusivamente dalla Production House, il brano "Close Your Eyes" divenne il singolo dell'anno di "Music Week" e "Trip II the Moon" entrò nella Top 40 nel 1992.
Successivamente Acen si cimentò nella drum and bass con tracce come "No More" e "116.7", distribuite dalla F-111, una sussidiaria della Warner.
In seguito si dedicò all'attività cinematografica, come regista e montatore sia di film che di video musicali.
L'ultima produzione musicale di Acen è stata "Dirty Raver" (2004) apparsa su etichetta TCR, il cui video fu girato da lui stesso.

## Discografia
- Trip II the Moon (1992) UK #38
- Trip II the Moon (re-mix) (1992) UK #71
- Window in the Sky (1992) UK #88
- 75 Minutes (1994)
- Licka (2002)
- Dirty Raver (2004)